# Veľké Ripňany
Veľké Ripňany (allemand : Großrippen, hongrois : Nagyrépény) est un village de Slovaquie situé dans la région de Nitra.

## Histoire
Première mention écrite du village en 1156.

## Démographie

### Évolution de la population
| Année:               | 1994. | 2004.   | 2014.   | 2024.   |
| -------------------- | ----- | ------- | ------- | ------- |
| Nombre de personnes: | 2139  | 2127    | 2120    | 2094    |
| Différence:          |       | -0,56 % | -0,32 % | -1,22 % |

| Année:               | 2023. | 2024.   |
| -------------------- | ----- | ------- |
| Nombre de personnes: | 2079  | 2094    |
| Différence:          |       | +0,72 % |